# Schkölen
Schkölen ist eine Stadt im nördlichen Teil des Saale-Holzland-Kreises in Thüringen. Auf Beschluss des Thüringer Landtages wurde am 1. Januar 1997 die Einheitsgemeinde Stadt Schkölen gebildet, der die ehemaligen Gemeinden Dothen, Graitschen a.d. Höhe, Nautschütz, Hainchen, Rockau, Wetzdorf, die Stadt Schkölen sowie weitere neun Ortsteile gleichrangig angehören. Seit dem 1. Januar 2012 ist Schkölen Teil der Verwaltungsgemeinschaft Heideland-Elstertal-Schkölen.

## Geografie

### Geografische Lage
Schkölen liegt im Nordosten Thüringens unmittelbar an der Grenze zu Sachsen-Anhalt auf einer hügeligen und nahezu unbewaldeten Hochfläche in 200 bis 250 Metern Höhe über NN, die im Westen durch die Saale und im Osten durch die Weiße Elster begrenzt und durch das Tal der Wethau im östlichen Gemeindegebiet unterbrochen wird. Südlich schließt sich das bewaldete Thüringer Holzland an.

### Gliederung der Einheitsgemeinde Stadt Schkölen
Neben der Kernstadt Schkölen gehören zur Einheitsgemeinde folgende Ortsteile (in Klammern: Jahr der Ersterwähnung, soweit bekannt):
- Kernstadt Schkölen (1046)
- Graitschen a. d. Höhe (1040) mit Grabsdorf (1511)
- Dothen (1261) mit Launewitz (1350), Willschütz (1145), Poppendorf (1435) und Tünschütz (1323)
- Hainchen (1138) mit Kämmeritz (1153)
- Nautschütz (1378) mit Böhlitz (1378), Pratschütz (zwischen 1234 und 1241), Zschorgula (zwischen 1234 und 1241) und Wüstung Sausdorf
- Rockau (1253)
- Wetzdorf (1219)

## Geschichte

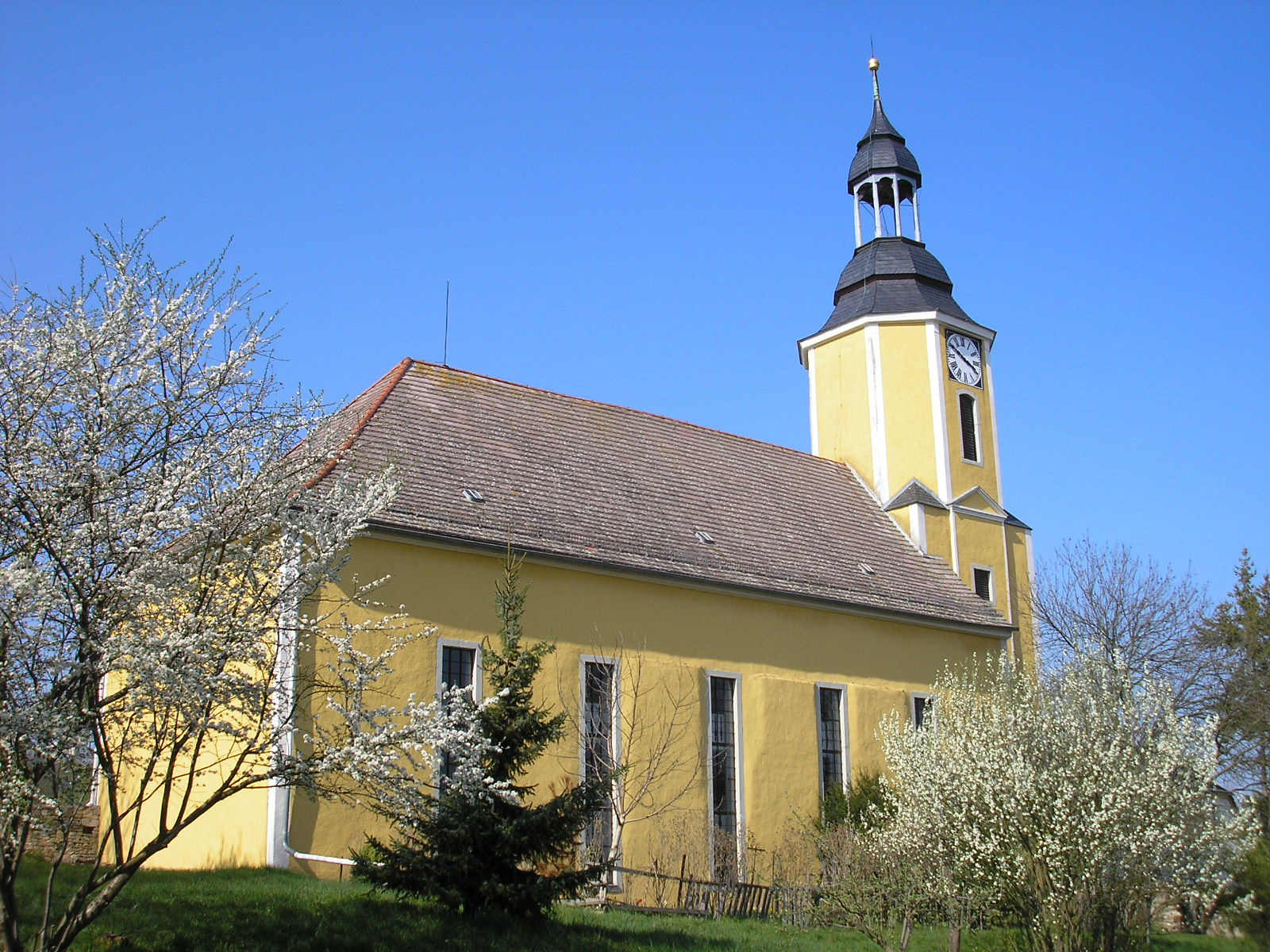
Stadtkirche

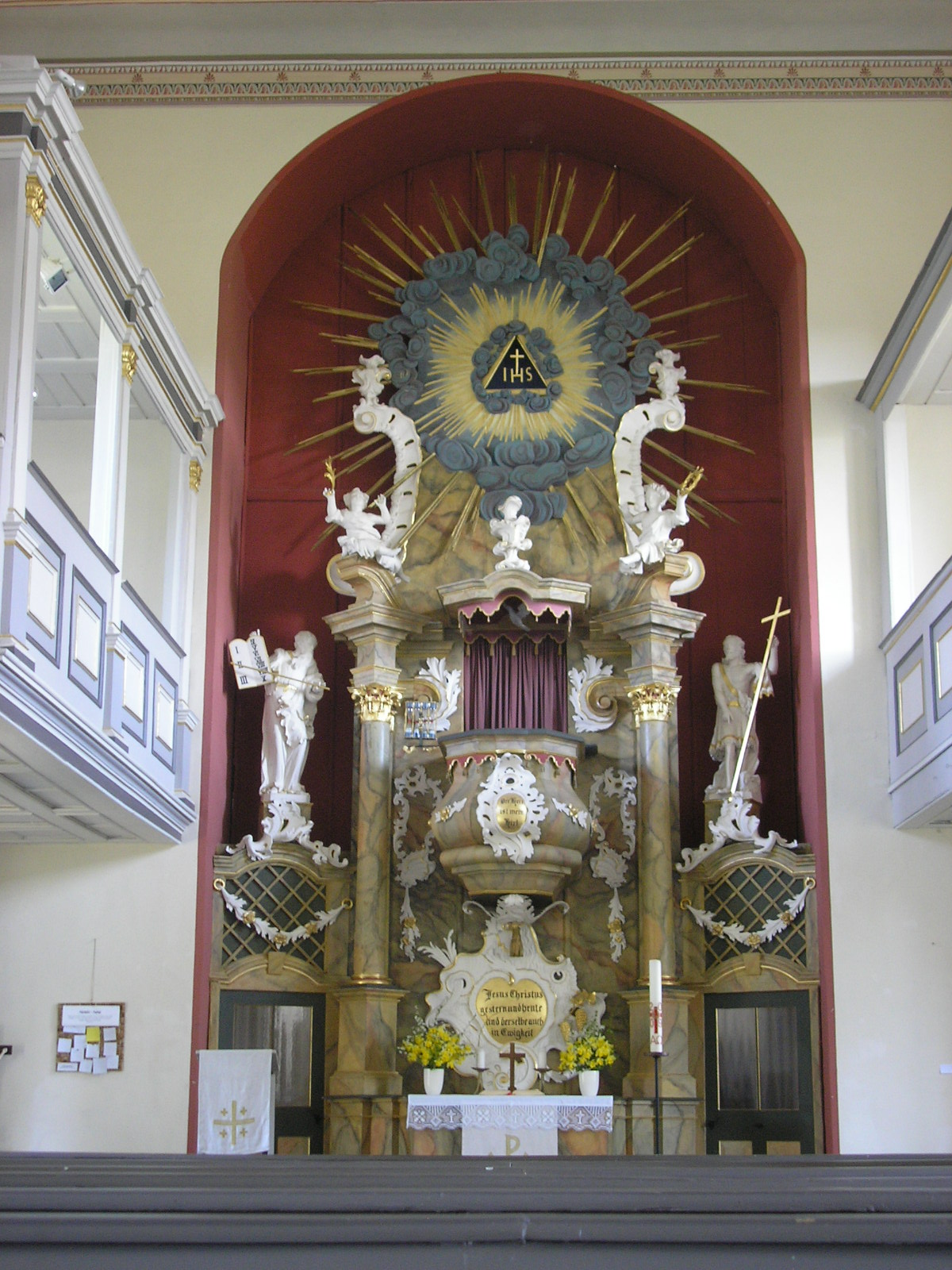
Inneres der Stadtkirche

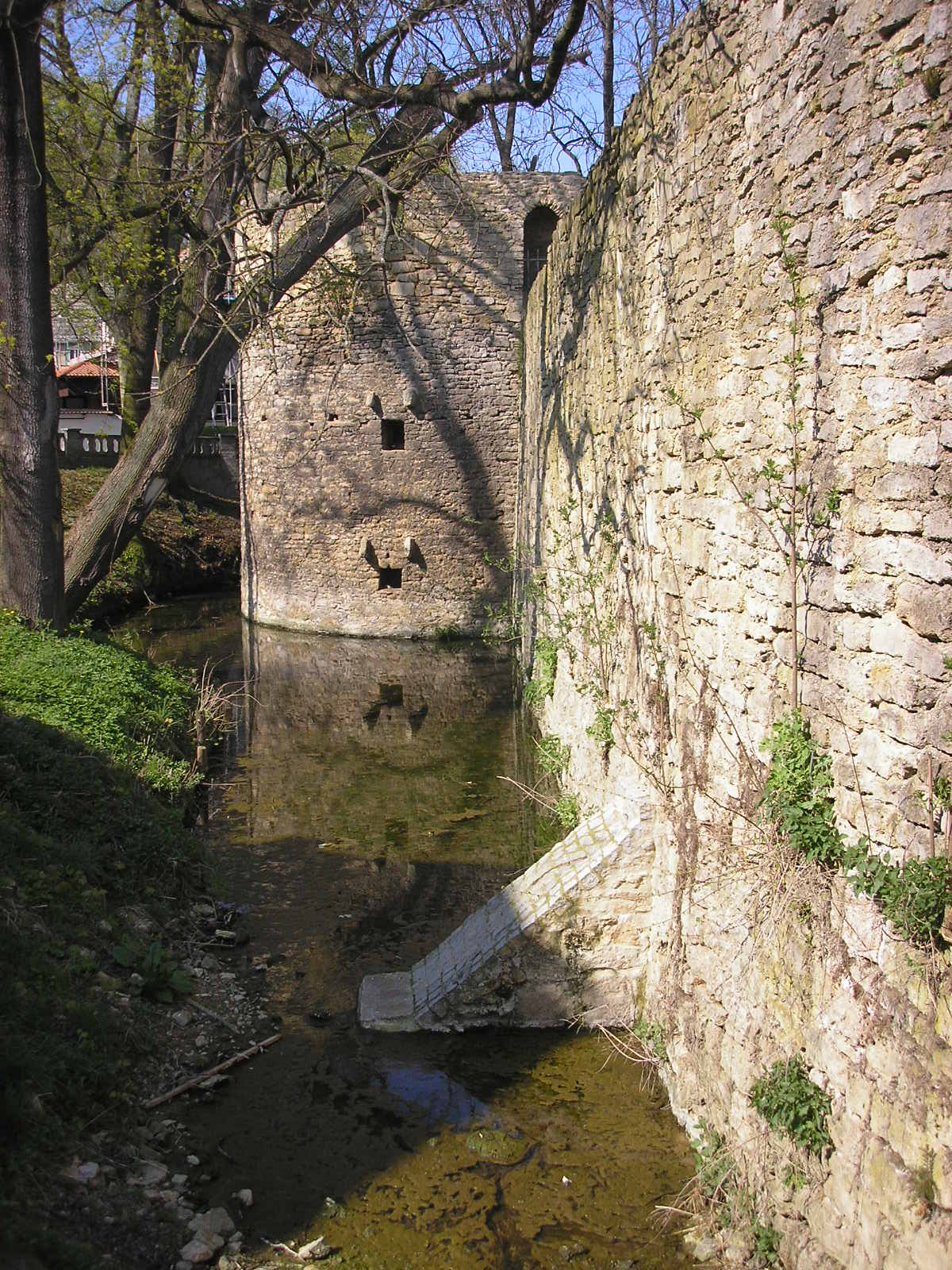
Graben der Wasserburg

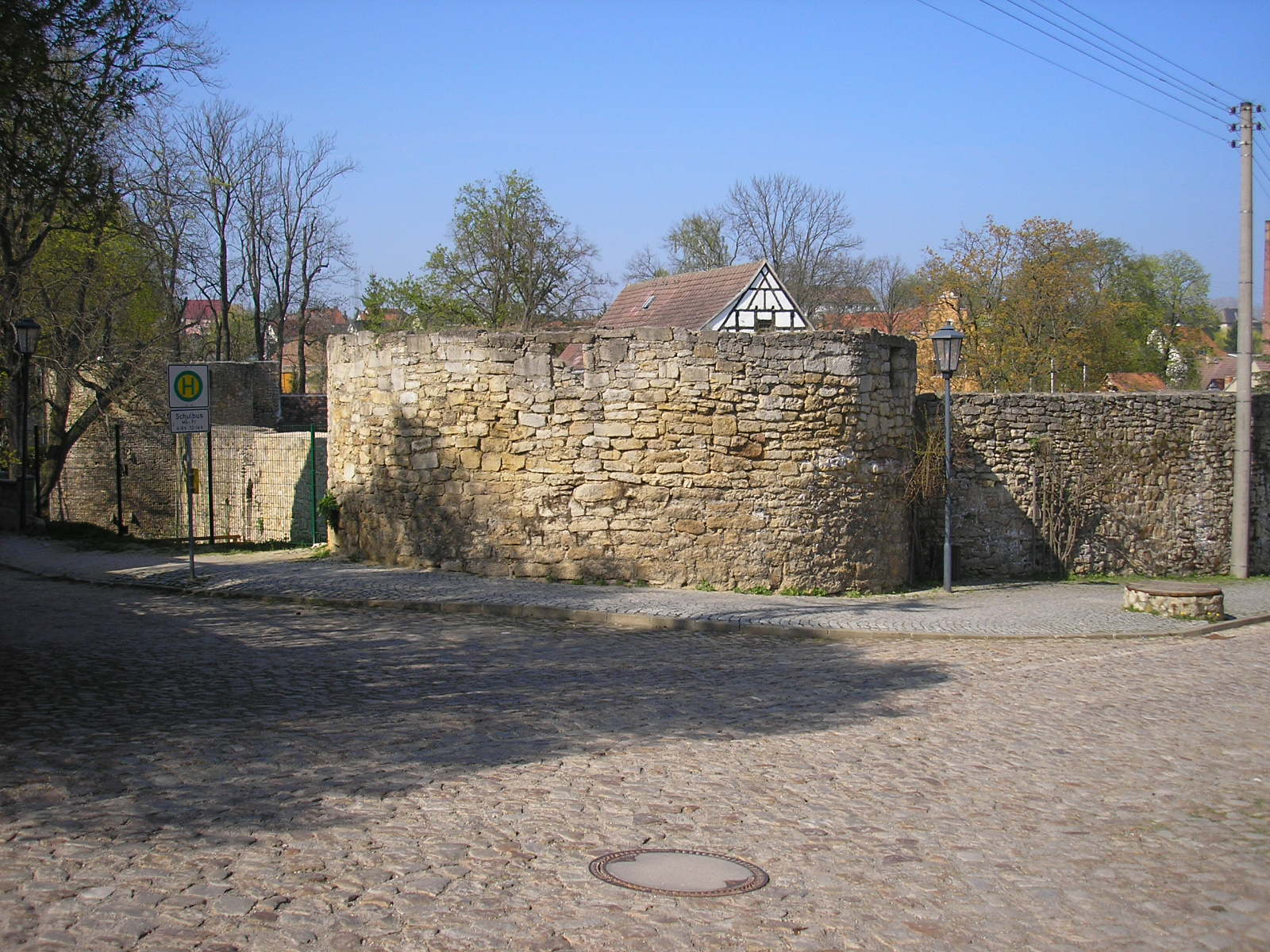
Eckrondell der Wasserburg

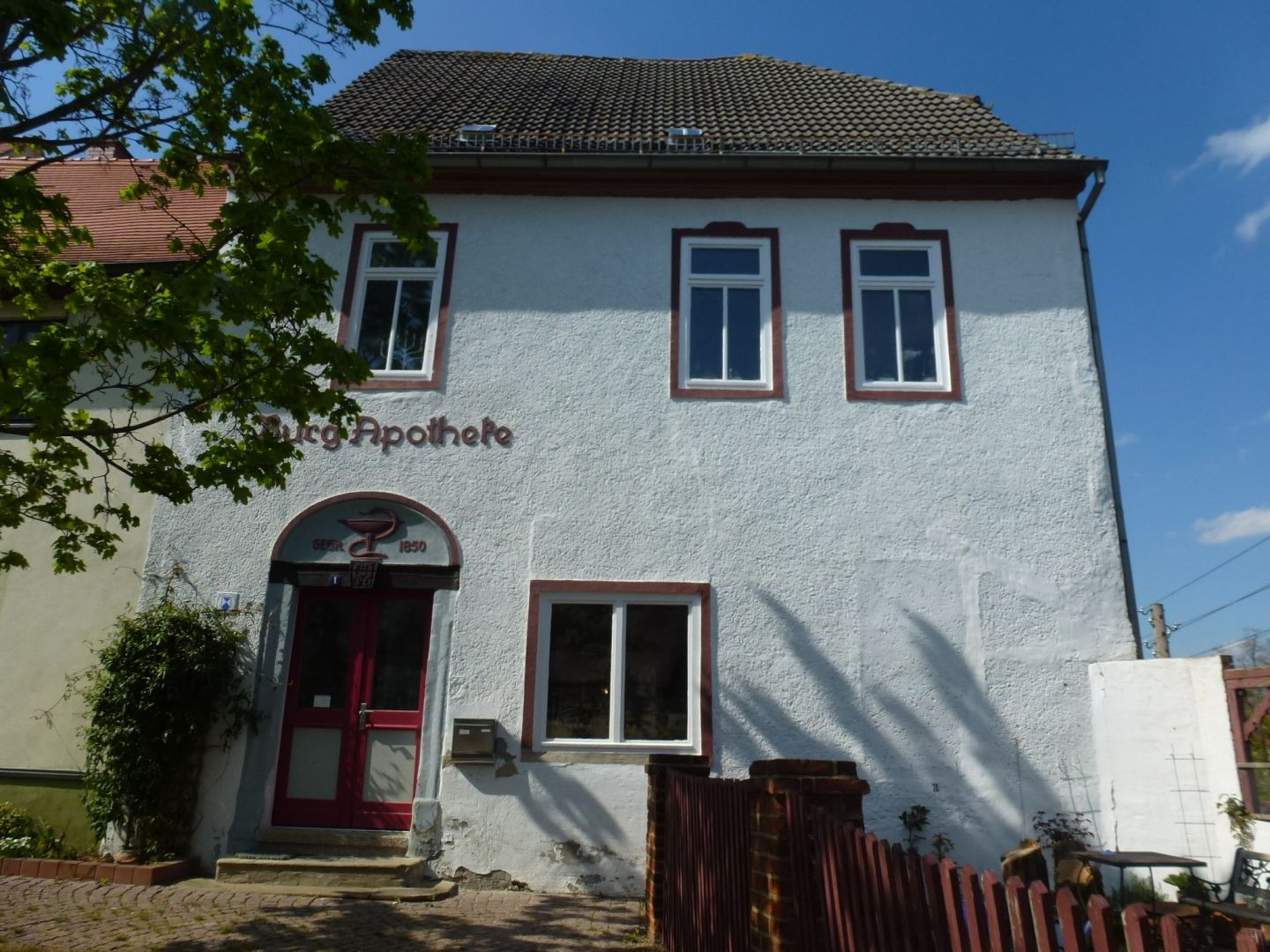
Burgapotheke

Das Gebiet der Stadt Schkölen und das Umland waren spätestens ab der Jungsteinzeit besiedelt, was Grabhügel im Lohholz und bei Dorstewitz, eine 1999 im Zuge der JAGAL Trassenarchäologie freigelegte Ringanlage, Steinkreuze sowie die mittelalterliche Wasserburg belegen.
Die Burg erlangte im 12. und 13. Jahrhundert überregionale Bedeutung. Während das Gebiet zunächst nur locker besiedelt war, entwickelte sich mit der Burg der Ort zur Stadt. Die frühere Oberburg, auf der sich jetzt die Kirche mit dem Friedhof befindet, waren Rückzugsort für Mensch und Vieh. Um 900 war Schkölen die Ostspitze des Dornburger Reichsgutes und diente mit seinen Befestigungen Dornburg zum Schutz. Reste der Unterburg (Wasserburg) liegen unterhalb des spornartig auslaufenden Höhenzuges. 1031 wurde ein Burgwart Szoln in einer Urkunde Kaiser Conrads II. erwähnt. 
Neben anderen Burgen und befestigten Königshöfen wurde 1158 in einem Tafelgüterverzeichnis des königlichen Reichslandes Pleißenland unter Friedrich Barbarossa der Hof Schkölen urkundlich erwähnt.
Zwischen 1197 und 1253 hielten die Markgrafen von Meißen einen Landtag in der Stadt ab. 1036 wurde der Ort und 1156 die Stadt urkundlich erwähnt.
Mitte des 15. Jahrhunderts erfolgte ein Umbau der Burg durch die Herren von Bünau. Ein kriegsbedingter Brand 1536 führte zur Aufgabe der Burg mit nachfolgendem Verfall. Im 11. Jahrhundert verwaltete Wiprecht von Groitzsch die zum Reichsgut gehörende Burg. 1556 zerstörten Plünderer die Befestigungsanlage.
Im Jahre 1140 gründete Bertha von Groitzsch in Schkölen eine Propstei des Klosters Pegau. Bereits seit 1135 gehörte die Siedlung den Staufern. 1158 bekam der Ort das Marktrecht und im 15. Jahrhundert das Stadtrecht. Anschließend kam Schkölen an die Wettiner. 1485 wurde Schkölen albertinisch und zählte zum Amt Weißenfels, 1656-1746 zum Herzogtum Sachsen-Weißenfels und nachfolgend bis 1815, als das im Thüringer Kreis liegende Amt Weißenfels preußisch wurde, wiederum zum albertinischen Sachsen. Im Königreich und späteren Freistaat Preußen befand sich die Stadt im neu gebildeten Landkreis Weißenfels, bei dem sie bis 1952 verblieb. Nach Auflösung der Länder in der DDR im Jahr 1952 wurde Schkölen vom Land Sachsen-Anhalt dem neu gegründeten Bezirk Gera angegliedert.
1859 wurde eine Leimfabrik gegründet und 1897 erfolgte der Bahnanschluss nach Camburg und Zeitz, der bis 1965 zumindest bis Molau Bestand hatte.
Zu den Besitzern des Rittergutes in Schkölen gehörte zeitweise auch Moritz Graf von Sachsen, der das damals mit 55.000 Talern geschätzte Gut von seinem Vater Kurfürst August geschenkt bekommen hatte.
Die Stadt wurde um den 12. April 1945 von amerikanischen Truppen besetzt und – wie ganz Thüringen – Anfang Juli an die Rote Armee weitergegeben. So wurde sie Teil der SBZ und ab 1949 der DDR.
Im Jahre 1945 wurde über die Familie des Gutsbesitzers Tellemann Aufenthaltsverbot für das Kreisgebiet verhängt, in dessen Folge sie die Sowjetische Besatzungszone verließ. 1946 wurden die Gutsländereien entschädigungslos enteignet und an Kleinbauern und Flüchtlinge aufgeteilt. Dabei entstanden etwa 50 Neubauernhöfe mit je 10 ha Nutzfläche. Außerdem wurde ein selbständiges Volkseigenes Gut (VEG) gegründet, dem seit den 1970er Jahren die Pflanzenproduktion oblag. Die Neubauernwirtschaften sowie weitere traditionelle Einzelbauernhöfe wurden zu Beginn der 1960er Jahre zu einer Landwirtschaftlichen Produktionsgenossenschaft (LPG) zusammengeschlossen, die den Namen des Widerstandskämpfers Alfred Kästner erhielt. Seit den 1970er Jahren betrieb sie die Tierproduktion der Stadt und des Umlandes. Weitere Wirtschaftsunternehmen waren der VEB Dichtungswerk und der VEB Früchteverarbeitung, in denen die meisten Berufstätigen der Stadt ihren Arbeitsplatz hatten.
Die seit dem 17. Jahrhundert als Ruine im Ortskern liegende Wasserburg wurde wesentlich durch die Initiative eines Lehrers ab 1977 schrittweise durch Grabungs- und Sanierungsarbeiten rekonstruiert und 1984 für Besichtigungen geöffnet und bei Stadtfesten genutzt. Ein Heimatverein kümmerte sich um die Einrichtung eines kleinen Museums zur Geschichte des Ortes und der Burg. Nach der Herstellung der deutschen Einheit wurde die Burganlage durch einen örtlichen Cateringservice für Touristen ergänzt.
Die Stadt Schkölen verfügt seit 1950 über einen Kinderhort. Im Jahre 1958 wurde der Grundstein für ein modernes Schulgebäude gelegt, das 1959 eingeweiht wurde und über 14 Klassenräume sowie zahlreiche Fachkabinette verfügt. Die neue Schule trug den Namen des Dichters Maxim Gorki, nach dem bereits die Vorgängereinrichtung seit 1950 benannt war. 1974 wurde eine große Sportanlage fertiggestellt, die den Namen „25. Jahrestag der DDR“ trug. 1978 wurde die Schule durch einen Anbau mit weiteren Fachräumen komplettiert. Seit 1990 wurde die Schule wie die dazugehörigen Außenanlagen saniert, modernisiert und zum Teil neu gestaltet.

### Eingemeindungen
- 1. Juli 1950: Grabsdorf (Eingemeindung nach Graitschen auf der Höhe)
- 20. Juni 1957: Kämmeritz (Eingemeindung nach Hainchen)
- 1. Januar 1965: Poppendorf (Eingemeindung nach Dothen)
- 1. Januar 1974: Tünschütz (Eingemeindung nach Dothen)
- 1. Januar 1997: Dothen
- 1. Januar 1997: Graitschen auf der Höhe
- 1. Januar 1997: Hainchen
- 1. Januar 1997: Nautschütz
- 1. Januar 1997: Rockau
- 1. Januar 1997: Wetzdorf

### Einwohnerentwicklung
Entwicklung der Einwohnerzahl (ab 1994 jeweils am 31. Dezember)
| Jahr | Einwohner |
| ---- | --------- |
| 1823 | 1024      |
| 1994 | 1602      |
| 1995 | 1579      |
| 1996 | 1555      |
| 1997 | 3266 (1)  |
| 1998 | 3259      |
| 1999 | 3184      |

| Jahr | Einwohner |
| ---- | --------- |
| 2000 | 3112      |
| 2001 | 3048      |
| 2002 | 3028      |
| 2003 | 2968      |
| 2004 | 2934      |
| 2005 | 2895      |
| 2006 | 2843      |

| Jahr | Einwohner |
| ---- | --------- |
| 2007 | 2784      |
| 2008 | 2729      |
| 2009 | 2709      |
| 2010 | 2684      |
| 2011 | 2659      |
| 2012 | 2641      |
| 2013 | 2658      |

| Jahr | Einwohner |
| ---- | --------- |
| 2014 | 2649      |
| 2015 | 2585      |
| 2016 | 2590      |
| 2017 | 2575      |
| 2018 | 2590      |
| 2019 | 2622      |
| 2020 | 2593      |

| Jahr | Einwohner |
| ---- | --------- |
| 2021 | 2607      |
| 2022 | 2586      |
| 2023 | 2592      |

 Datenquelle: Thüringer Landesamt für Statistik

## Politik

### Stadtrat
Die Kommunalwahl am 26. Mai 2024 führte zu folgendem Ergebnis (mit Vergleichszahlen der Wahlen 2019 und 2014):

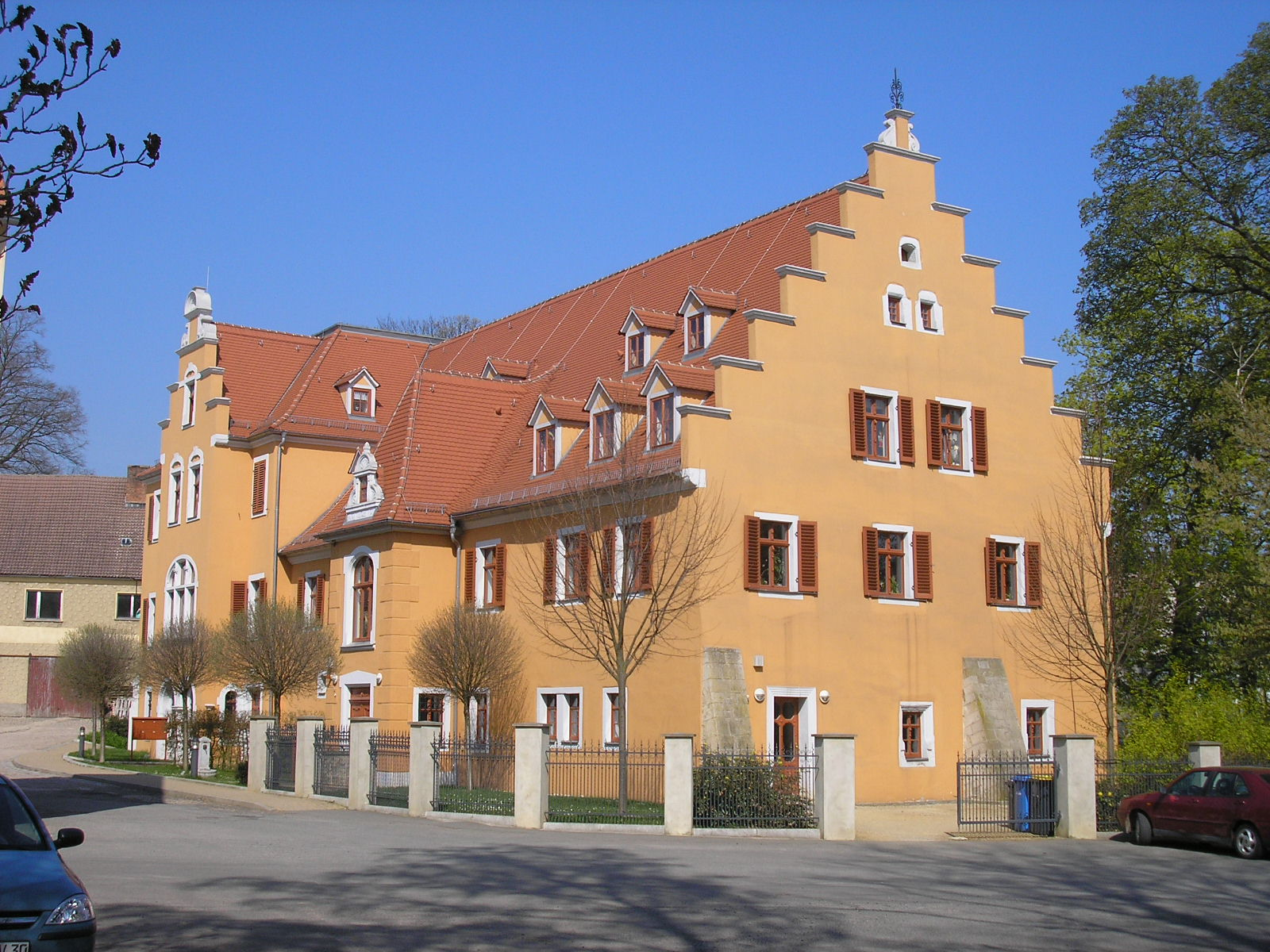
Ehemaliges Rittergut, heute Sitz der Stadtverwaltung

| Partei / Liste               | Stimmenanteil | Sitze  |                 | Ergebnis 2019   | Ergebnis 2014 |
| CDU                          | 24,7          | 3      | 24,1 %, 3 Sitze | 39,6 %, 5 Sitze |               |
| Die Linke                    | –             | –      | 13,1 %, 2 Sitze | 11,6 %, 2 Sitze |               |
| LI / BV / BI (1)             | 47,1          | 7      | 62,8 %, 9 Sitze | 48,7 %, 7 Sitze |               |
| Gemeinschaft Schkölener Land | 28,2          | 4      | –               | –               |               |
| Wahlbeteiligung              | 70,1 %        | 70,1 % | 63,6 %          | 60,3 %          |               |

### Bürgermeisterin
Bürgermeisterin von Schkölen ist Martina Ehlers-Tomancova. Sie konnte sich in der Wahl am 25. April 2021 gegen den bisherigen Amtsinhaber Matthias Darnstädt mit 68,1 % der Stimmen bei 64,7 % Wahlbeteiligung durchsetzen.

## Kultur und Sehenswürdigkeiten

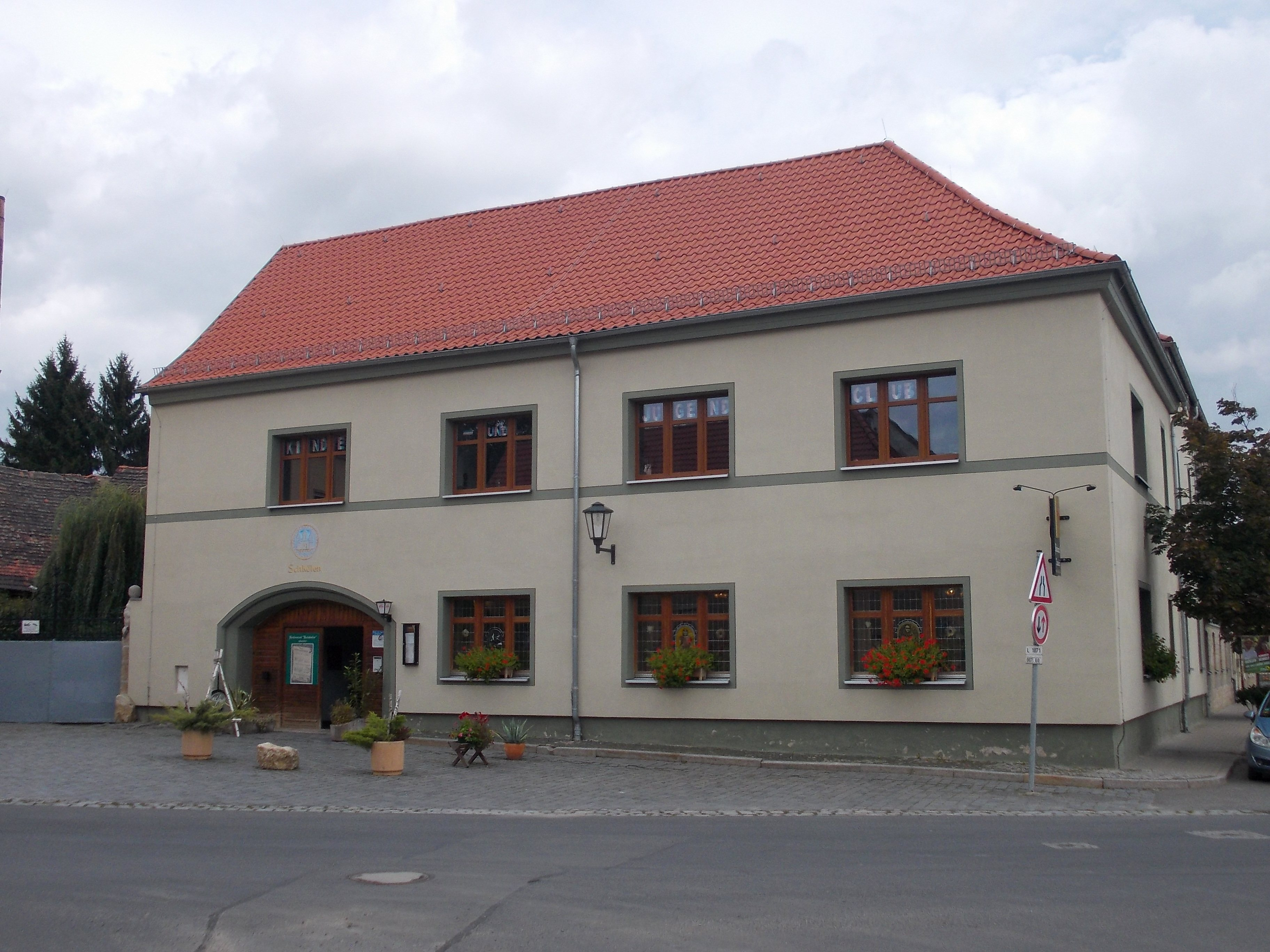
Ratskeller

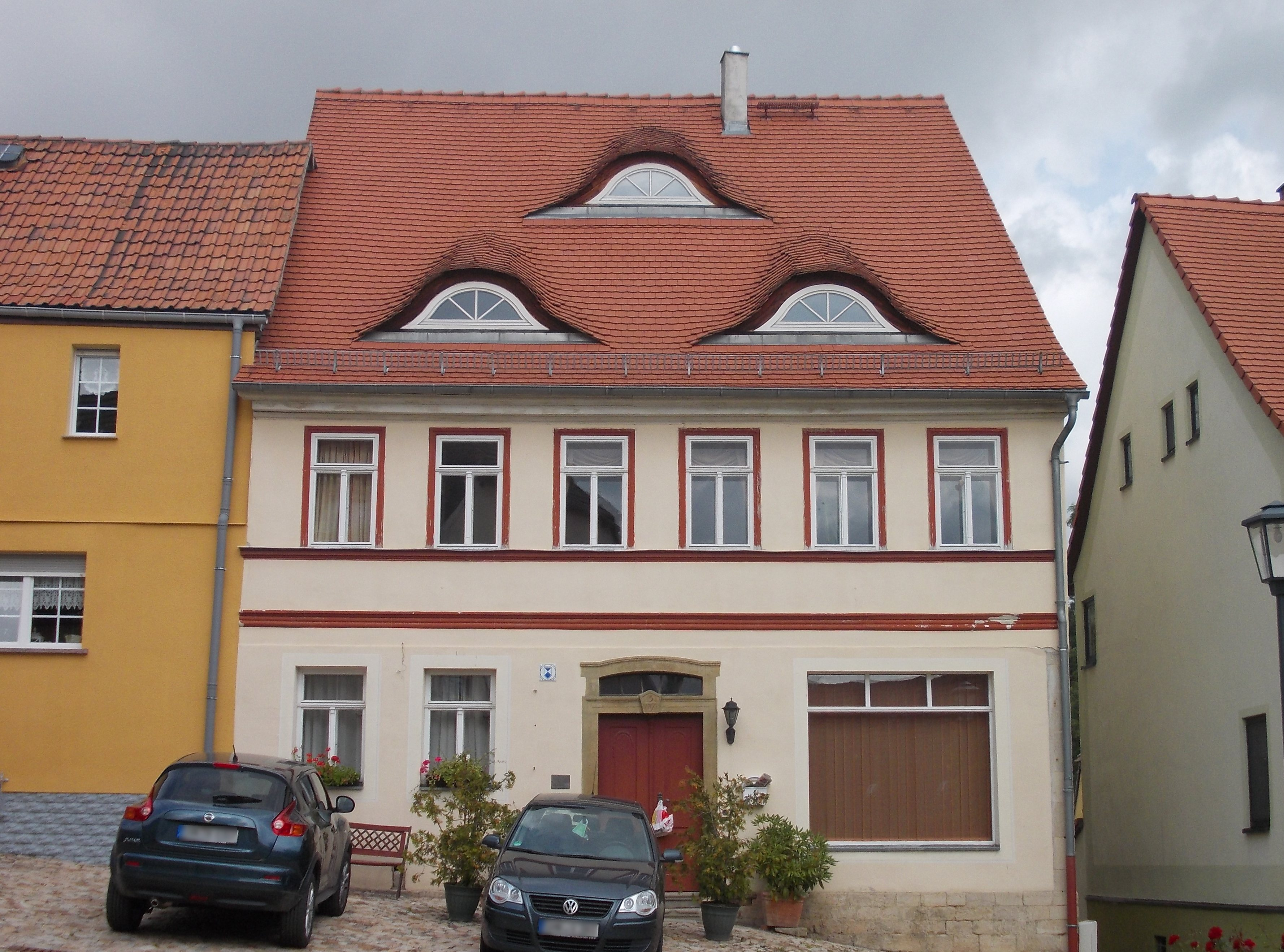
Markt 3

- Ruine der Wasserburg aus dem 10. Jahrhundert im Zentrum der Stadt
- Stadtkirche Schkölen
- Burgapotheke in Schkölen, 1850 gegründet
- Ratskeller mit Wappen über dem Eingang
- Denkmalgeschütztes Haus am Markt
- Asphaltierter Radweg Schkölen-Zeitz auf der Trasse der ehem. Bahnstrecke
- Bronzezeitliche Hügelgräber im Ortsteil Hainchen
- Glockentürme der Dorfkirchen in Poppendorf und Wetzdorf
- Das Geburtshaus von Samuel Heinicke, dem Erfinder der Deutschen Methode der Gehörlosenpädagogik, in Nautschütz
- Das Rasenlabyrinth in Graitschen a. d. Höhe
- Das Wethautal mit seiner Naturschönheit
- Weitgehend historisch erhaltene Dorfanlagen in Poppendorf (Reihendorf)
- In einer Parkanlage vor dem Wasserschloss erinnert ein Denkmal an die Opfer des Faschismus

## Wirtschaft und Infrastruktur

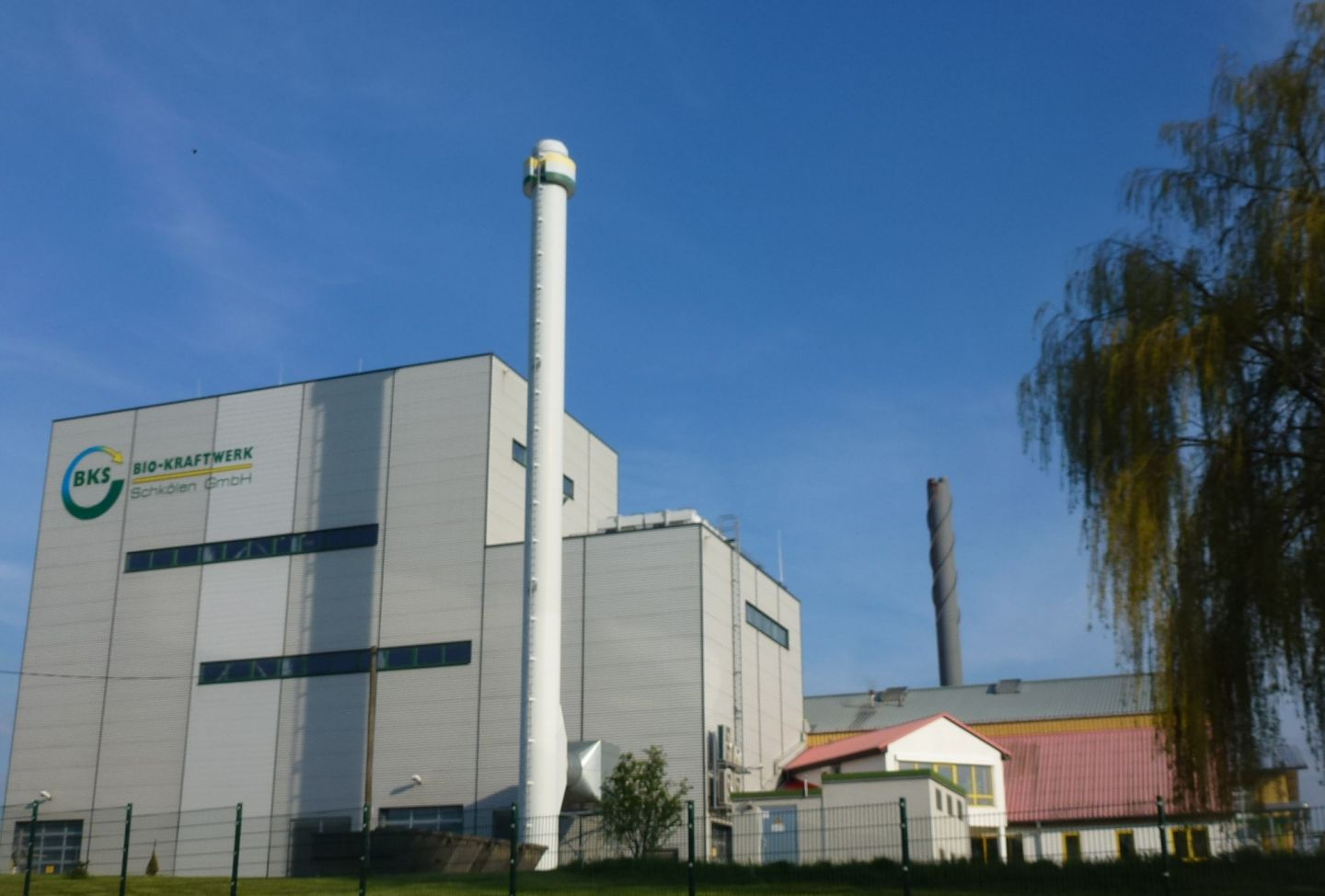
Biokraftwerk

Schkölen, das Zentrum des Ackerhügellandes im Norden des Saale-Holzland-Kreises ist umgeben von sehr fruchtbaren Lössböden, die Grundlage der Wirtschaft der Region sind. Heute bewirtschaften drei große Agrarbetriebe und drei Wiedereinrichter ca. 1800 ha und bieten damit etwa 130 Arbeitsplätze. Bekannt für Bio-Tomatenerzeugung in einem 8,8 Hektar großen Gewächshaus mit 320.000 Pflanzen ist die Gemüseproduktion Schkölen GmbH. 3.500 Tonnen Tomaten werden jährlich geerntet.
Seit 1990 haben sich in Schkölen und den Gemeinden aufstrebende Handwerksbetriebe, aber auch Industriebetriebe, wie die Firma NESTRO Lufttechnik, angesiedelt und entwickelt, die die vorher überwiegend agrarisch geprägte Wirtschaftsstruktur bereichern. Seit 1993 ist Schkölen durch das erste Strohheizwerk Deutschlands (3,15 MW Nennleistung) bekannt geworden, das die vor Ort vorhandenen nachwachsenden Energieträger nutzt und umweltverträglich thermisch verwertet (jährlich ca. 20.000 t Stroh, etwa ein Drittel der im Umkreis von 10 km anfallenden Menge). Seit 2006 betreibt die Agrargenossenschaft Schkölen eine Biogasanlage.

## Verkehr
Die Stadt war ehemals mittels der Bahnstrecke Zeitz–Camburg an die umgebenden Orte angeschlossen, wobei bereits seit 1966 keine Züge mehr bis nach Schkölen verkehrten, da sich der Betrieb nicht mehr rechnete. 1971 begann der Rückbau der Gleise und der Bahndämme, der Bahnhof Schkölen wurde abgerissen.
Die Autobahn A 9 mit der ca. 10 km entfernten Anschlussstelle Droyßig (21 b) verläuft im Osten, die B 88 bei Camburg ca. 9 km entfernt im Westen.

## Persönlichkeiten

### Söhne und Töchter der Stadt

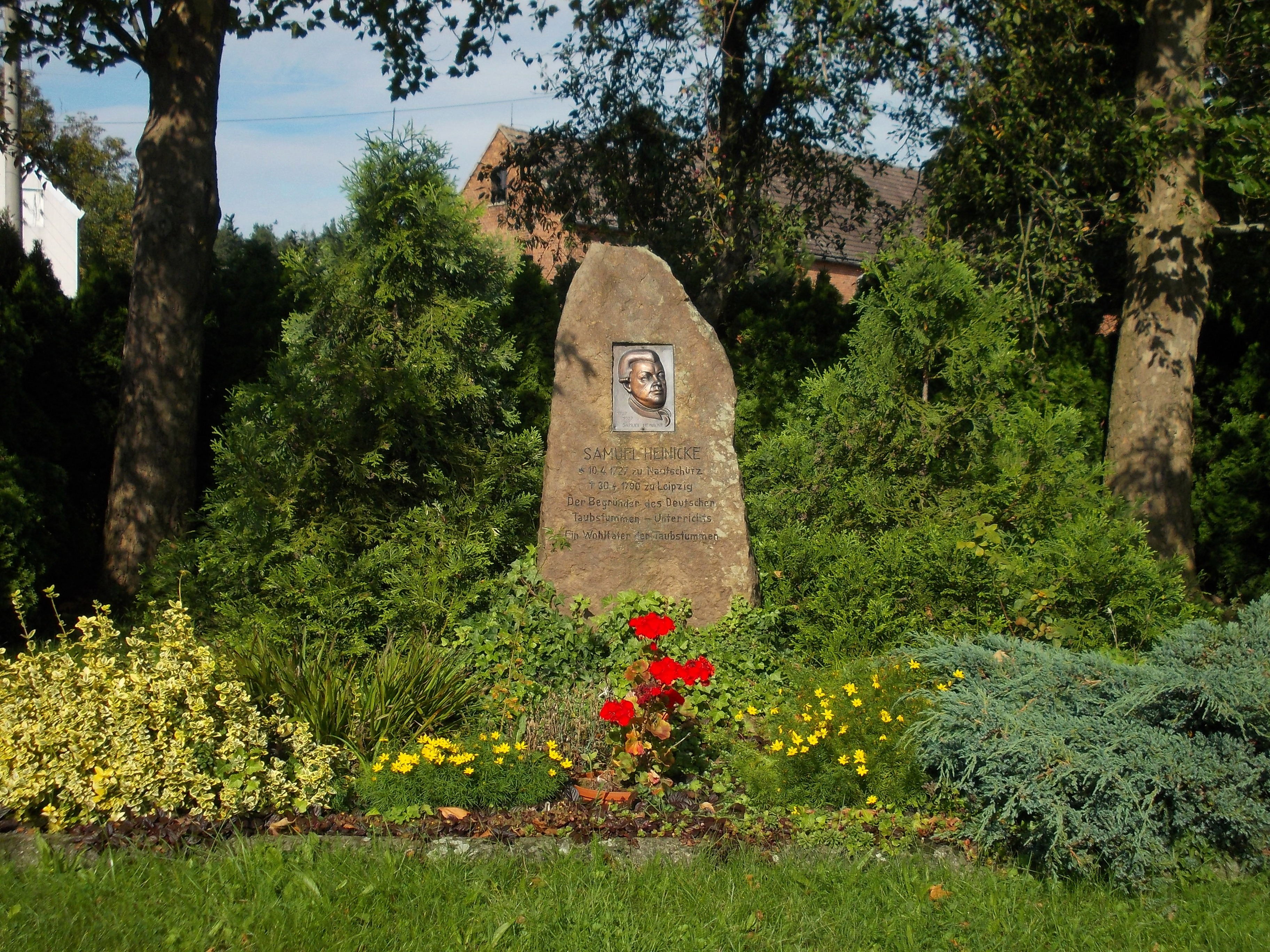
Denkmal für Samuel Heinicke in Nautschütz

- Matthias Berlichius (1586–1638), deutscher Jurist und Anwalt
- Samuel Heinicke (1727–1790), Gehörlosen-Pädagoge
- Karl Theodor Albert Liebner (1806–1871), lutherischer Theologe, Philologe und Historiker
- Martin Sommer (1915–1988), SS-Angehöriger und „Henker von Buchenwald“
- Juliane Richarde Peter (1843–1910), Dichterin der Stadt

### Weitere Persönlichkeiten mit Verbindung zur Stadt
- Volckmar Leisring (um 1588–1637), 1612–1618 Rektor, Kantor und Stadtschreiber in Schkölen